# Alive in Torment
Alive in Torment är en live-EP av norska black metalbandet Dimmu Borgir. Det spelades in i Stuttgart, Tyskland under Puritanicalturnén 2001.

## Låtlista
1. "Tormentor of Christian Souls" – 5:25
2. "The Blazing Monoliths of Defiance" – 4:32
3. "The Insight and the Catharsis" – 7:10
4. "Puritania" – 3:07
5. "The Maelstrom Mephisto" – 4:50

## Medverkande
Musiker (Dimmu Borgir-medlemmar)
- Shagrath (Stian Tomt Thoresen) – sång
- Silenoz (Sven Atle Kopperud) – rytmgitarr
- Galder (Thomas Rune Andersen Orre) – sologitarr
- ICS Vortex (Simen Hestnæs) – basgitarr, sång
- Mustis (Øyvind Johan Mustaparta) – synthesizer, piano
- Nicholas Barker – trummor, percussion

Produktion
- Dimmu Borgir – producent
- Markus Born – ljudtekniker
- Peter Tägtgren – ljudmix
- Joachim Luetke – omslagsdesign